# Villarejo de Salvanés
Villarejo de Salvanés är en kommun i Spanien. Den ligger i den autonoma regionen Madrid, i den centrala delen av landet, 50 km sydost om huvudstaden Madrid. Antalet invånare är 7 900 (2024).